# Нафанаїл (Бойкикев)
Митрополит Натанаїл (в миру Нешо Стоянов Бойкікєв; 26 жовтня 1820, Кучевиште, Османська імперія — 18 вересня 1906, Пловдив, Болгарія) — єпископ Болгарської православної церкви, митрополит Охридський (1872–1880); Ловчанський (1880–1891); Пловдивський (1891–1906). Випускник Київської Духовної Академії. Болгаро-македонський письменник, громадський діяч, революціонер, один з організаторів Кресненсько-Разложського повстання, видатний діяч Болгарського національного відродження. Також учасник Одеського собору болгарських студентів, які проголосили ідею відновлення Болгарської Автокефальної Церкви (1843).

## Біографія
Народився в 1820 році в македонському селі Кучевиште, на Скопійській Чорній Горі. Навчався в Кучевиштенському монастирі, 1835 року виїхав до школи у Самокові, потім продовжував освіту в Прилепі, де разом з Ґеорґем Самуркашевим з Велеса переклав «во простий и краткий язик болгарский» трактат «Служение еврейско и все злотворение нихно», надрукований 1838.
1837 року пострижений у монахи в Зографському болгарському монастирі на Афоні з іменем Натанаїл. Там він звернув на себе увагу Анатолія Зографського, який відзначив його обдарованість, патріотизм і допоміг йому відправитися вчитися до Російської імперії. Там він навчався в Кишинівському духовному училищі, а потім вступив до Одеської духовної семінарії.
У 1840–1841 роках займався перекладами із Захаром Княжеським, підготував до друку «Зерцало или огледало християнское», надруковане в Москві 1847 року.
1843 року брав участь у зборах болгарських студентів і учнів в Одесі, які проголосили ідею відновлення Болгарської Автокефальної Церкви.
У 1846 році через Захарія Княжевського в Санкт-Петербурзі просив у російського уряду церковних книг і грошової допомоги для відкриття болгарського богословського училища в Константинополі.
Після закінчення семінарії, вступив  1847 до Київської духовної академії.
Вів листування зі своїми одноплемінниками в Македонії, підтримуючи зв'язок з діячами болгарського національного відродження, його листи публічно зачитувалися в Скоп'є, Велесі, Прилепі та инших містах.
1851 року закінчив Київську духовну академію зі ступенем кандидата богослов'я за твір «Про те, що Болгарський Архієпископ в давні часи не залежав ні від Римського, ні від Константинопольського Патріарха», який незабаром було перекладено болгарською мовою і поширювався в Болгарії у розпал церковно-національної боротьби болгар з греками-фанаріотами.
Висвячений у сан ієромонаха в Києві.
1853 року видав церковнослов'янською мовою в Празі твір «Приятелское писмо от българина к гръку», в якій писав про глибинні причини болгарсько-грецьких церковних чвар.
1863 року разом з Іваном Селімінським, архімандрит Натанаїл був болгарським делегатом в Моравії на вшануваннях 1000-річчя апостольської місії святих Кирила і Мефодія.
З 1854 по 1869 рік, як представник Зографського монастиря, був ігуменом Добровецького монастиря в Молдові. 1864  адаптував на болгарську «Краткое изъяснение Божественной Литургии», яку видав в місті Котел, підписавши: «Сѫщій Славѧно-Българинъ вашь свѧщенноиннокъ Натанаилъ Стоѧновъ». А 1873 Натанаїл видав в Константинополі історико-юридичну працю «а Юстинианови права на Охридска архиепископия или за църковна независимост и самостоятелност на Охридско-Българско священоначалие».

### Архієрей Болгарської Церкви
Коли в Константинополі справа Болгарської автокефалії перемогла, - Натанаїл у вересні 1872 року висвячений Екзархом Антимом І на першого митрополита Болгарської Церкви в Охриді. Однак відповідний султанський берат він отримав лише 1874.
На початку російсько-турецької війни 1877 османська влада, сумніваючись в лояльності Натанаїла,  перевела його з Охрида в Константинополь.
Після несприятливого для македонських болгар Берлінського конгресу, Натанаїл очолив таємний штаб з організації Кресненсько-Разложського повстання (1878–1879 рр.).
Після поразки повсталих македонських болгар, єпископ Натанаїл оселився в Софії, а потім переїхав до Враци, а 1880 призначений митрополитом Ловечським, оскільки його повернення в межі Османської імперії стало неможливим через відкриту участь в Кресненському повстанні.
24 березня 1891 року Натанаїл призначений Пловдивським митрополитом. На цій посаді він залишався аж до своєї смерті.
Один із засновників Болгарської літературної громади, з якої виросла згодом Болгарська академія наук.
Помер 18 вересня 1906 року в Пловдиві. Через три роки після смерті побачила світ його  автобіографія «Життєпис митрополита Охридського-Пловдивського Натанаїла».